# بدر الدين النعساني
محمد بدر الدين بن مصطفى بن رسلان النعساني الحلبي (1881 - 21 نوفمبر 1942) لغوي وعالم أديب وكاتب سوري. ولد في حلب وأقام في الأزهر ثماني سنين من 1892 حتى 1900 وقام برحلة إلى الهند سنة 1901 وعاد إلى مصر بعد عام ونصف، وعمل مصححًا. ورحل إلى المغرب العربي سنة 1908 ثم إلى إسطنبول وعاد إلى مسقط رأسه مدرّسًا للغة العربية في المدرسة السلطانية. ذهب إلى الحجاز فأصدر جريدة «الحجاز» بالمدينة المنورة مدة ستة أشهر ورجع إلى دمشق وعمل صحافيًا. استقر بعد الحرب العالمية في مسقط رأسه وعمل مدرسًا للأدب العربي في مدارسها إلى أن توفي. له شعر لم يجمع في ديوان، وعدة مؤلفات، أشهرها «التعليم والإنشاد» و«نصوص الكلم على كتاب فصوص الحكم» و«نهاية الأرب من شرح معلقات العرب».

## سيرته
هو أبو فراس محمد بدر الدين بن مصطفى بن رسلان النعساني الحلبي. ولد سنة 1298 هـ/ 1881 م في مدينة حلب بولاية حلب العثمانية، ونشأ بها. تلقى التعليم بدايةً في مسقط رأسه ثم سافر إلى مصر والتحق بالأزهر وتعلم على مشاهير علماء عصره. ولما أنهى تحصيله العلمي اشتغل بالتدريس فيه، ثم اشتغل بالصحافة والتأليف في الصحف المصرية والشامية والحجازية.
زار الأقطار الإسلامية ودرس أحوالها،‌ واطلع على شؤونها اشتغل بالأدب والتأليف، وتحقيق الكتب وتصحيحها، وصحح كثيرًا من الكتب التي‌ طبعها محمد أمين الخانجي، وأعدَّ العديد من الأعمال القديمة للنشر. عهدت إليه السلطة العسكرية العثمانية خلال الحرب العالمية الأولى إصدار جريدة «الحجاز» بالمدينة المنورة، فذهب إليها وأصدر الجريدة ستة أشهر، ورجع إلى دمشق فكتب في جريدة «الشرق» واستقر بعد الحرب في حلب محررًا لجريدتها الرسمية مدة قصيرة، ومدرسًا في مدرستها «التجهيزية». وكان عضوًا في المجمع العلمي العربي بدمشق.
توفي يوم 13 ذي القعدة 1361/ 21 نوفمبر (تشرين الثاني) 1942 في مسقط رأسه.سمي شارع باسمه فيها.

## آثاره
من مؤلفاته:
- «التعليم والإرشاد»، مطبعة السعادة، 1906.[10]
- «شرح أسماء أهل بدر»
- «النصوص على كتاب الفصوص» أو «نصوص الكلم على كتاب فصوص الحكم»، مطبعة السعادة، 1906
- «نهاية الأرب من شرح معلقات العرب»، مطبعة السعادة، 1906
- «شفاء الغليل فيما في كلام العرب من الدخيل»، 1907م.[11]
- «شرح شواهد المفصل للزمخشري»
- «القواعد الجلية في دروس اللغة العربية»
- «شرح مفضليات الضبي»